# Ciclopsitacinis
Els Cyclopsittacini són un grup d'aus que formen una tribu que agrupa alguns ocells de la família dels psitàcids que viuen des del sud-est asiàtic fins al nord d'Austràlia.
El plomatge corporal és habitualment verd. Rectrius curtes. L'aspecte és rodanxó. Cada espècie té un dibuix particular al cap. 

Mengen fruites i flors.

Es classifica en tres gèneres i 12 espècies:
- Gènere Cyclopsitta, amb 6 espècies.
- Gènere Psittaculirostris, amb 5 espècies.
- Gènere Bolbopsittacus, amb una espècie: lloret guaiaber (Bolbopsittacus lunulatus).